# Référendum liechtensteinois de 1929
 (août 2025).
Un référendum a lieu au Liechtenstein le 26 mai 1929.

## Contenu
Le référendum porte sur la création d'une taxe sur les boissons alcoolisées.

## Contexte
Il s'agit d'un référendum facultatif d'origine populaire : dans le cadre de l'article 66 de la constitution, le projet de loi voté par le Landtag le 29 décembre 1926 fait l'objet d'une demande de mise à la votation par un minimum de 400 inscrits.

## Résultat
| Choix                                 | Votes | %     |
| ------------------------------------- | ----- | ----- |
| Pour                                  | 950   | 53,92 |
| Contre                                | 812   | 46,08 |
| Votes blancs et invalides             | 86    | –     |
| Total                                 | 1 848 | 100   |
| Inscrits/Participation                | 2 261 | 81,73 |
| Source: Démocratie Directe (Allemand) |       |       |